# Platja de la Barca
La Platja de la Barca es troba en el concejo asturià de Castrillón i pertany a la localitat de Bayas. El grau d'urbanització i d'ocupació són baixos i el seu entorn és rural. Els accessos, encara que són curts, menors d'un km són perillosos a causa de l'alta inclinació dels penya-segats que l'envolten. El jaç és de palets i roques.
Per poder accedir a aquesta platja cal localitzar els nuclis de població propers. Aquests són «El Cueto» i «La Roza» i a partir d'aquí la localitat de «Bayas». Partint d'aquesta localitat cal seguir el camí que es dirigeix al cementiri. En arribar a la senda costanera cal seguir de front, sense desviació, però a peu, deixant el cotxe a la zona de l'encreuament indicat. Al cap de poc de recórrer la senda en adreça aquest es veurà des de la part superior la cala i l'espectacular «illa de la Deva». A la dreta hi ha un camí molt sinuós i extremadament vertical que arriba fins al jaç. No s'aconsella fer aquesta baixada, i posterior pujada.
La senda costanera que s'ha esmentat va des de Bayas fins a Arnao. La platja no té cap servei.